# Ошкош (Небраска)
Ошкош (англ. Oshkosh) — місто (англ. city) в США, в окрузі Гарден штату Небраска. Населення — 809 осіб (2020).

## Географія
Ошкош розташований за координатами 41°24′29″ пн. ш. 102°20′43″ зх. д. / 41.40806° пн. ш. 102.34528° зх. д. (41.408013, -102.345157). За даними Бюро перепису населення США в 2010 році місто мало площу 1,73 км², уся площа — суходіл.

### Клімат
| Клімат : Ошкош                                          | Клімат : Ошкош | Клімат : Ошкош | Клімат : Ошкош | Клімат : Ошкош | Клімат : Ошкош | Клімат : Ошкош | Клімат : Ошкош | Клімат : Ошкош | Клімат : Ошкош | Клімат : Ошкош | Клімат : Ошкош | Клімат : Ошкош | Клімат : Ошкош |
| Показник                                                | Січ.           | Лют.           | Бер.           | Квіт.          | Трав.          | Черв.          | Лип.           | Серп.          | Вер.           | Жовт.          | Лист.          | Груд.          | Рік            |
| Абсолютний максимум, °C                                 | 23,9           | 26,1           | 30,6           | 35,0           | 37,8           | 42,8           | 43,9           | 42,2           | 39,4           | 34,4           | 28,3           | 24,4           | 43,9           |
| Середній максимум, °C                                   | 3,6            | 6,6            | 11,0           | 17,2           | 22,3           | 27,7           | 31,6           | 30,4           | 25,7           | 19,3           | 10,7           | 4,8            | 17,6           |
| Середній мінімум, °C                                    | −11,7          | −9,1           | −4,9           | 0,6            | 6,6            | 12,1           | 15,6           | 14,2           | 8,3            | 1,2            | −5,7           | −10,4          | 1,4            |
| Абсолютний мінімум, °C                                  | −36,7          | −33,9          | −33,9          | −23,3          | −10            | −1,7           | 1,1            | 1,7            | −10            | −20,6          | −29,4          | −43,9          | −43,9          |
| Норма опадів, мм                                        | 8              | 10             | 23             | 49             | 74             | 73             | 64             | 50             | 38             | 26             | 14             | 11             | 440            |
| ------------------------------------------------------- | -------------- | -------------- | -------------- | -------------- | -------------- | -------------- | -------------- | -------------- | -------------- | -------------- | -------------- | -------------- | -------------- |
| Джерело: https://wrcc.dri.edu/cgi-bin/cliMAIN.pl?ne6385 |                |                |                |                |                |                |                |                |                |                |                |                |                |

## Демографія
Згідно з переписом 2010 року, у місті мешкали 884 особи в 400 домогосподарствах у складі 229 родин. Густота населення становила 510 осіб/км². Було 490 помешкань (283/км²).
Расовий склад населення:
| - 97,1 % — білих - 0,3 % — корінних американців - 0,1 % — чорних або афроамериканців |

До двох чи більше рас належало 1,8 %. Частка іспаномовних становила 4,2 % від усіх жителів.
За віковим діапазоном населення розподілялося таким чином: 21,9 % — особи молодші 18 років, 50,7 % — особи у віці 18—64 років, 27,4 % — особи у віці 65 років та старші. Медіана віку мешканця становила 47,5 року. На 100 осіб жіночої статі у місті припадало 93,9 чоловіків; на 100 жінок у віці від 18 років та старших — 87,0 чоловіків також старших 18 років.
Середній дохід на одне домашнє господарство становив 48 906 доларів США (медіана — 33 571), а середній дохід на одну сім'ю — 57 425 доларів (медіана — 46 458). Медіана доходів становила 36 771 долар для чоловіків та 23 971 долар для жінок. За межею бідності перебувало 14,4 % осіб, у тому числі 12,2 % дітей у віці до 18 років та 14,9 % осіб у віці 65 років та старших.
Цивільне працевлаштоване населення становило 341 осіб. Основні галузі зайнятості: освіта, охорона здоров'я та соціальна допомога — 24,6 %, роздрібна торгівля — 19,1 %, будівництво — 11,7 %, транспорт — 6,7 %.